# Finale de la Coupe du monde de football 2006
La finale de la coupe du monde de football 2006 oppose l'Italie à la France et s'est déroulée le 9 juillet 2006 à l'Olympiastadion à Berlin devant 75 550 spectateurs. Elle voit la victoire de l'Italie face à la France 5-3 aux tirs au but (1-1 après prolongation) et reste célèbre pour le coup de tête de Zinédine Zidane donné au torse de Marco Materazzi ce qui provoque son expulsion à la 107e minute de la finale, alors qu'il joue le dernier match de sa carrière et est élu meilleur joueur de ce Mondial. Outre le fait qu'il soit acteur de l'expulsion du capitaine des Bleus, Materazzi est également l'auteur de la faute sur Florent Malouda qui provoque le penalty transformé d'une panenka par Zidane, donnant l'avantage à la France (7e minute), puis c'est lui qui égalise de la tête pour l'Italie (19e minute) avant d'être après les prolongations, un des tireurs qui donne la victoire à son équipe.

## Avant match
Avant la finale, les supporteurs français croient beaucoup en la victoire de leur équipe. Un sondage de l'institut CSA pour Le Parisien-Aujourd'hui en France et i-Télé, réalisé le 6 juillet montre que 86 % des Français pensent que la France va battre l'Italie en finale (5 % pensant qu'elle va perdre). Un sondage IFOP réalisé le 6 et 7 juillet pour le quotidien L'Équipe dévoile que 87 % des Français croient en la victoire des Bleus (11 % pensant le contraire).

## Ballon

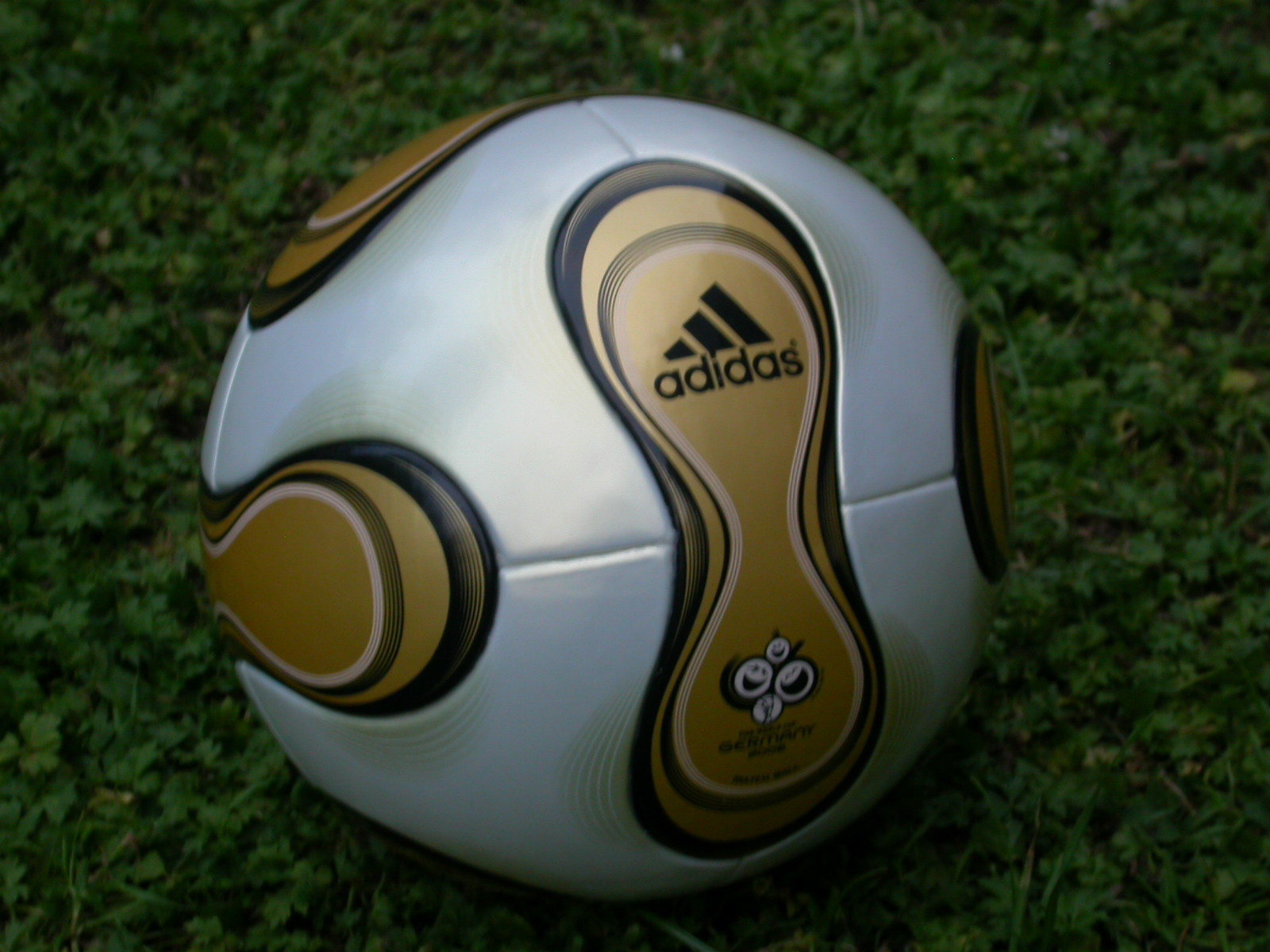
Le Teamgeist Berlin utilisé pour la finale.

Un dérivé du Teamgeist d'Adidas baptisé Teamgeist Berlin et différencié par des motifs dorés est spécialement conçu pour la finale de la compétition.

## Feuille de match
| Finale                                             | Italie                                            | 1 - 1 a.p.            | France                                                 | Olympiastadion, Berlin                            |                                                   |
| 9 juillet 2006 · 20h00 · Historique des rencontres | ( Pirlo) Materazzi 19e                            | (1 - 1, 1 - 1, 1 - 1) | 7e (pen.) Zidane                                       | Spectateurs : 69 000 Arbitrage : Horacio Elizondo | Spectateurs : 69 000 Arbitrage : Horacio Elizondo |
| 9 juillet 2006 · 20h00 · Historique des rencontres | Zambrotta 5e                                      | Rapport               | 12e Sagnol · 76e Diarra · 110e Zidane · 111e Malouda · | Spectateurs : 69 000 Arbitrage : Horacio Elizondo | Spectateurs : 69 000 Arbitrage : Horacio Elizondo |
| 9 juillet 2006 · 20h00 · Historique des rencontres | Pirlo · Materazzi · De Rossi · Del Piero · Grosso | Tirs au but 5 - 3     | Wiltord · Trezeguet · Abidal · Sagnol                  | Spectateurs : 69 000 Arbitrage : Horacio Elizondo | Spectateurs : 69 000 Arbitrage : Horacio Elizondo |

| Italie | France |

| ITALIE :       |    |                      |    |     |
|                |    |                      |    |     |
| Titulaires :   |    |                      |    |     |
| Gardien de but | 01 | Gianluigi Buffon     |    |     |
| ArD            | 19 | Gianluca Zambrotta   | 5e |     |
| DC             | 05 | Fabio Cannavaro      |    |     |
| DC             | 23 | Marco Materazzi      |    |     |
| ArG            | 03 | Fabio Grosso         |    |     |
| MDf            | 08 | Gennaro Gattuso      |    |     |
| MDf            | 21 | Andrea Pirlo         |    |     |
| MD             | 16 | Mauro Camoranesi     |    | 86e |
| MG             | 20 | Simone Perrotta      |    | 61e |
| AT             | 10 | Francesco Totti      |    | 61e |
| AC             | 09 | Luca Toni            |    |     |
| Remplaçants :  |    |                      |    |     |
| MT             | 04 | Daniele De Rossi     |    | 61e |
| AT             | 15 | Vincenzo Iaquinta    |    | 61e |
| AT             | 07 | Alessandro Del Piero |    | 86e |
| Entraîneur :   |    |                      |    |     |
| Marcello Lippi |    |                      |    |     |

| FRANCE :         |    |                 |      |         |
|                  |    |                 |      |         |
| Titulaires :     |    |                 |      |         |
| Gardien de but   | 16 | Fabien Barthez  |      |         |
| ArD              | 19 | Willy Sagnol    | 12e  |         |
| DC               | 15 | Lilian Thuram   |      |         |
| DC               | 05 | William Gallas  |      |         |
| ArG              | 03 | Éric Abidal     |      |         |
| MC               | 04 | Patrick Vieira  |      | 56e     |
| MC               | 06 | Claude Makélélé |      |         |
| MD               | 22 | Franck Ribéry   |      | 100e    |
| MOf              | 10 | Zinédine Zidane | 110e |         |
| MG               | 07 | Florent Malouda | 111e |         |
| AvC              | 12 | Thierry Henry   |      | 107e    |
| Remplaçants :    |    |                 |      |         |
| MT               | 18 | Alou Diarra     |      | 56e 76e |
| AT               | 20 | David Trezeguet |      | 100e    |
| AT               | 11 | Sylvain Wiltord |      | 107e    |
| Entraîneur :     |    |                 |      |         |
| Raymond Domenech |    |                 |      |         |

| Assistants: Dario Garcia Rodolfo Otero Quatrième arbitre : Luis Medina Cantalejo Cinquième arbitre : Victoriano Giraldez Carrasco Homme du match : Andrea Pirlo |

## Tactique
Les deux équipes évoluent en 4-2-3-1. La France joue avec deux milieux défensifs axiaux (Vieira, Makélélé) devant une défense à quatre en ligne composée de deux défenseurs centraux (Gallas, Thuram) et deux latéraux (Abidal et Sagnol). Elle s'appuie sur trois milieux offensifs : Malouda à gauche, Zidane au centre et Ribery à droite. En attaque, Henry est seul en pointe
Même dispositif chez les Italiens avec Gattuso et Pirlo en milieux défensifs devant les quatre défenseurs. Les milieux offensifs sont Perrotta à gauche, Totti en Trequartista et Camoranesi à droite. En attaque Toni est seul en pointe.

## Récit du match
Le coup d'envoi est donné par les Italiens.
Dès la première minute du match, Henry se heurte à l'épaule de Fabio Cannavaro, l'attaquant français reste au sol. Henry reprend le match mais restera sonné pendant de longues minutes. À la 7e minute, la France obtient un pénalty à la suite d'une faute de Marco Materazzi sur Malouda. Zidane le transforme d'une panenka très particulière : la balle frappe la barre transversale, tombe derrière la ligne de but, puis par l'effet, rebondit de nouveau sur la barre transversale et sort du but (0-1).
À la 19e minute, sur un corner de Pirlo, Materazzi égalise de la tête (1-1). À la 36e minute, de nouveau sur un corner de Pirlo, Toni place sa tête sur la barre de Barthez. À la 50e minute, Thierry Heny s'infiltre dans la surface en éliminant trois italiens, son centre vers Malouda est repoussé par Materazzi. À la 53e minute, Ribéry, depuis la ligne médiane, déclenche le contre, sert Zidane qui sollicite Malouda. Le Lyonnais entre en contact avec Gianluca Zambrotta et l'action ne donne rien.  À la 57e minute, Patrick Vieira est victime d'un claquage derrière la cuisse droite et doit quitter la pelouse. C'est Alou Diarra qui le remplace poste pour poste. À la 62e minute, l'Italie obtient un coup franc tiré par Grosso sur la tête de Toni, mais son but est refusé pour cause de hors-jeu. À la 63e minute, Thierry Henry déclenche une frappe depuis l'angle droit de la surface, que Buffon détourne. À la 76e minute, un nouveau coup franc tiré par Pirlo frôle le poteau de Barthez.  À la 80e minute, Zidane reste au sol après un violent contact aérien. L'épaule droite du capitaine français est déboitée, il semble demander un changement. Le soigneur parvient à la remettre en place et le numéro 10 des Bleus regagne le terrain.
Le score en restant à un but partout, les deux équipes doivent jouer la prolongation.  À la 98e minute, Ribéry parvient à s'infiltrer au centre de la surface, face au but. Sa frappe passe au ras du poteau gauche. Cinq  minutes plus tard : 103e minute. Zidane sert Sagnol côté droit, qui lui remet d'un centre vers l'axe des huit mètres. Le capitaine des Bleus reprend d'une tête puissante, que Buffon détourne d'une claquette réflexe. Un coup de théâtre se produit à la 107e minute : Zidane est expulsé à la suite d'un coup de tête sur Materazzi. Les deux équipes ne se créent pas d'occasion par la suite. Le titre se jouera donc aux tirs au but.
Séance de tirs au but :
- Pirlo : réussi (1-0)
- Wiltord : réussi (1-1)
- Materazzi : réussi (2-1)
- Trezeguet : raté (2-1) : Trezeguet frappe en force mais le ballon heurte la barre transversale et rebondit devant la ligne de Buffon.
- De Rossi : réussi (3-1)
- Abidal : réussi (3-2)
- Del Piero : réussi (4-2)
- Sagnol : réussi (4-3)
- Grosso : réussi (5-3, score final)

À l'issue de sa sixième finale de coupe du monde, l'Italie gagne l'épreuve des tirs au but qui lui permet de remporter son quatrième titre mondial.

## Chiffres du match
|                      | Italie | France |
| Possession du ballon | 55 %   | 45 %   |
| Tirs cadrés          | 2      | 6      |
| Tirs non cadrés      | 5      | 9      |
| Arrêts du gardien    | 4      | 0      |
| Fautes commises      | 17     | 24     |
| Corners obtenus      | 5      | 7      |
| Hors-jeu             | 1      | 2      |

## Fin de carrière de Zidane

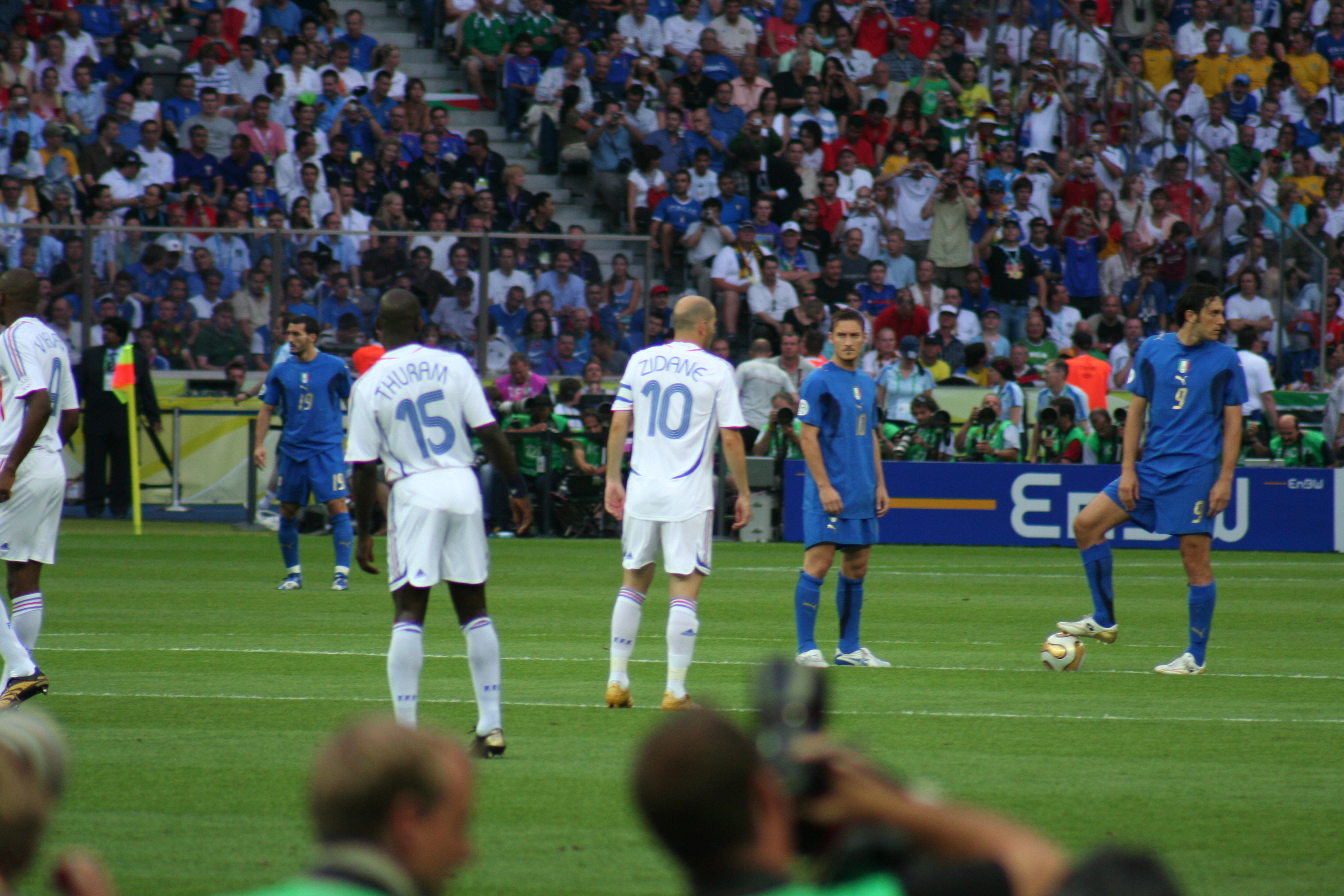
Zidane joua son dernier match contre l’Italie, un match inoubliable pour le génie du football.

Avant le début de la Coupe du monde, Zinédine Zidane avait indiqué qu'il mettrait fin ensuite à sa carrière professionnelle à l'issue de la compétition. Les matchs précédents, en huitième de finale contre l'Espagne, et surtout en quart de finale contre le Brésil, il s'est montré décisif ce qui lui vaudra d'être élu meilleur joueur du Mondial 2006.
Le journal l'Équipe résume le dernier match de sa carrière, la finale France-Italie du 9 juillet 2006, de la manière suivante : « Son match est un condensé parfait des extrêmes que peut vivre un footballeur. En l'espace de 110 minutes sur le terrain, Zinédine Zidane passe par toutes les émotions lors de la finale de la Coupe du monde 2006 entre la France et l'Italie. L'extase, après son ouverture du score sur une panenka face à une autre légende, Gianluigi Buffon. Puis la sortie, après son carton rouge reçu en prolongation pour un coup de tête infligé à Marco Materazzi. Une expulsion synonyme de fin de carrière pour ce génie, parti sur une sortie inoubliable ».

## Joueurs et anciens joueurs de la Juventus
Pas moins de 19 joueurs de cette finale sur les 46 ont avant, pendant ou après cette Coupe du monde porté le maillot de la Juventus de Turin auquel on peut ajouter un entraîneur, Marcello Lippi.
Côté italien, 13 joueurs : Gianluigi Buffon, Gianluca Zambrotta, Fabio Cannavaro, Fabio Grosso, Andrea Pirlo, Mauro Camoranesi, Simone Perrotta, Luca Toni, Andrea Barzagli, Alessandro Del Piero, Angelo Peruzzi, Vincenzo Iaquinta et Filippo Inzaghi.
Côté français, 6 joueurs : Lilian Thuram, Patrick Vieira, Zinédine Zidane, Thierry Henry, Jean-Alain Boumsong et David Trezeguet.